# Code: Selfish
Code: Selfish  è il quattordicesimo album in studio del gruppo musicale post-punk inglese The Fall, pubblicato nel 1992.

## Tracce
1. The Birmingham School of Business School – 6:45
2. Free Range – 3:58
3. Return – 4:04
4. Time Enough at Last – 3:48
5. Everything Hurtz – 4:07
6. Immortality – 4:30
7. Two-Face! – 6:01
8. Just Waiting – 4:38
9. So Called Dangerous – 3:46
10. Gentlemen's Agreement – 4:33
11. Married, 2 Kids – 2:45
12. Crew Filth – 5:20

## Formazione
- Mark E. Smith - voce
- Craig Scanlon - chitarre
- Steve Hanley - basso
- Simon Wolstencroft - batteria, tastiere
- Dave Bush, Craig Leon, Simon Rogers - tastiere
- Cassell Webb - cori